# Coldcut
Coldcut - duet muzyczny założony przez dwóch Anglików, programistę Matta Blacka oraz nauczyciela Jonathana More'a. 
W trakcie wieloletniej współpracy uprawiali muzykę różnych nurtów – od hip-hopu i rapu do muzyki elektronicznej i jazzu. Współpracę rozpoczęli w połowie lat 80. w  pirackiej wówczas stacji muzycznej KissFM. W 1987 roku wydali swój pierwszy singel Say Kids, What Time Is It?, który był pierwszym w Wielkiej Brytanii utworem złożonym z sampli. W tym samym roku opracowali pierwszy remiks Erica B. & Rakima "Paid in Full" wklejając sample wokalu piosenkarki izraelskiej Ofry Hazy. Są pionierami VJ'ingu – synchronizacji dźwięku z obrazem.
W 1991 roku założyli wytwórnię płytową Ninja Tune.
19 lipca 2008 roku zespół wystąpił we Wrocławiu, w ramach festiwalu Era Nowe Horyzonty.

## Dyskografia
- 1989 - Out to Lunch with Ahead of Our Time
- 1989 - What's That Noise?
- 1990 - Some Like It Cold
- 1994 - Philosophy
- 1997 - ColdKrushCuts - Mixed by Coldcut/DJ Food + DJ Krush
- 1997 - Let Us Play
- 1998 - Let Us Replay
- 2000 - Cold-Cut-Outs
- 2002 - Journeys by DJ - 70 minutes of madness mix CD
- 2006 - Sound Mirrors